# Кледан Поер
Кледан Поер (фр. Cléden-Poher) је насељено место у Француској у региону Бретања, у департману Финистер.
По подацима из 2011. године у општини је живело 1104 становника, а густина насељености је износила 37,03 становника/km².

## Демографија
| 1962. | 1968. | 1975. | 1982. | 1990. | 2011. |
| ----- | ----- | ----- | ----- | ----- | ----- |
| 1.125 | 1.064 | 1.011 | 1.118 | 1.130 | 1.104 |